# 丁晓萍
丁晓萍（1966年4月—），上海交通大学人文学院副院长。

## 经历
1984年，毕业于缙云中学并考入北京大学中文系，她是缙云中学首位考上北京大学的女生。1989年，毕业于北京大学中文系中国文学专业，并留校继续攻读研究生。1994年，毕业于北京大学中文系现当代文学专业，后开始在北京外国语大学国际交流学院任教。
1998年1月，前往上海交通大学人文学院任教。2014年，任上海交通大学人文学院副院长。

## 著作
- 《中国现代小说名著鉴赏》
- 《平易近人 习近平的语言力量》[3]